# Herb województwa rawskiego
Herb województwa rawskiego – herb ziemski, symbol województwa rawskiego wchodzącego w skład Korony Królestwa Polskiego.

## Blazonowanie
W polu czerwonym orzeł czarny, na którego piersiach literą R złota.

## Opis
Herb województwa rawskiego był prawie taki sam, jak herb województwa płockiego, różniąc się od niego jedynie umieszczoną majuskułą . Na czerwonej tarczy herbowej umieszczony był wizerunek czarnego orła bez korony z rozpostartymi skrzydłami i złotym orężem. Na jego piersi umieszczona była złota litera „R”.

## Historia
W okresie rozbicia dzielnicowego książęta mazowieccy, w tym płoccy i rawscy posługiwali się wizerunkiem piastowskiego srebrnego (białego) orła na czerwonym tle, bez korony ze złotym dziobem i szponami. Herb województwa rawskiego, podobnie jak płockiego i mazowieckiego ostatecznie wykształcił się w XVI wieku, po całkowitej inkorporacji Mazowsza do Korony. Pojawiła się wówczas potrzeba rozróżnienia herbów tych trzech województw. Podstawą ich opracowania był wygląd herbu używanego przez książąt mazowieckich. W przypadku województwa mazowieckiego pozostał on niezmienny, zaś w herbach pozostałych dwóch województw zmieniono kolor orła na czarny i dodano inicjały „R” – rawskiemu i „P” – płockiemu.
Najstarszy znany opis herbu województwa rawskiego pochodzi z Kroniki wszytkiego świata wydanej w 1551 roku, w której opisano wszystkie chorągwie ziemskie uczestniczące w pogrzebie Zygmunta Starego w 1548 roku:

Rawska nosi czarnego Orła w czerwonym polu, a na piersiach złote R.

Herb województwa rawskiego zasadniczo nie zmienił się, aż do upadku Rzeczypospolitej i II rozbioru Polski, kiedy to województwo rawskie przestało de facto istnieć.

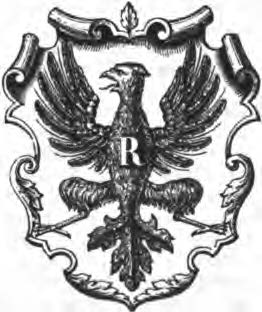
wizerunek herbu z herbarza Kaspra Niesieckiego
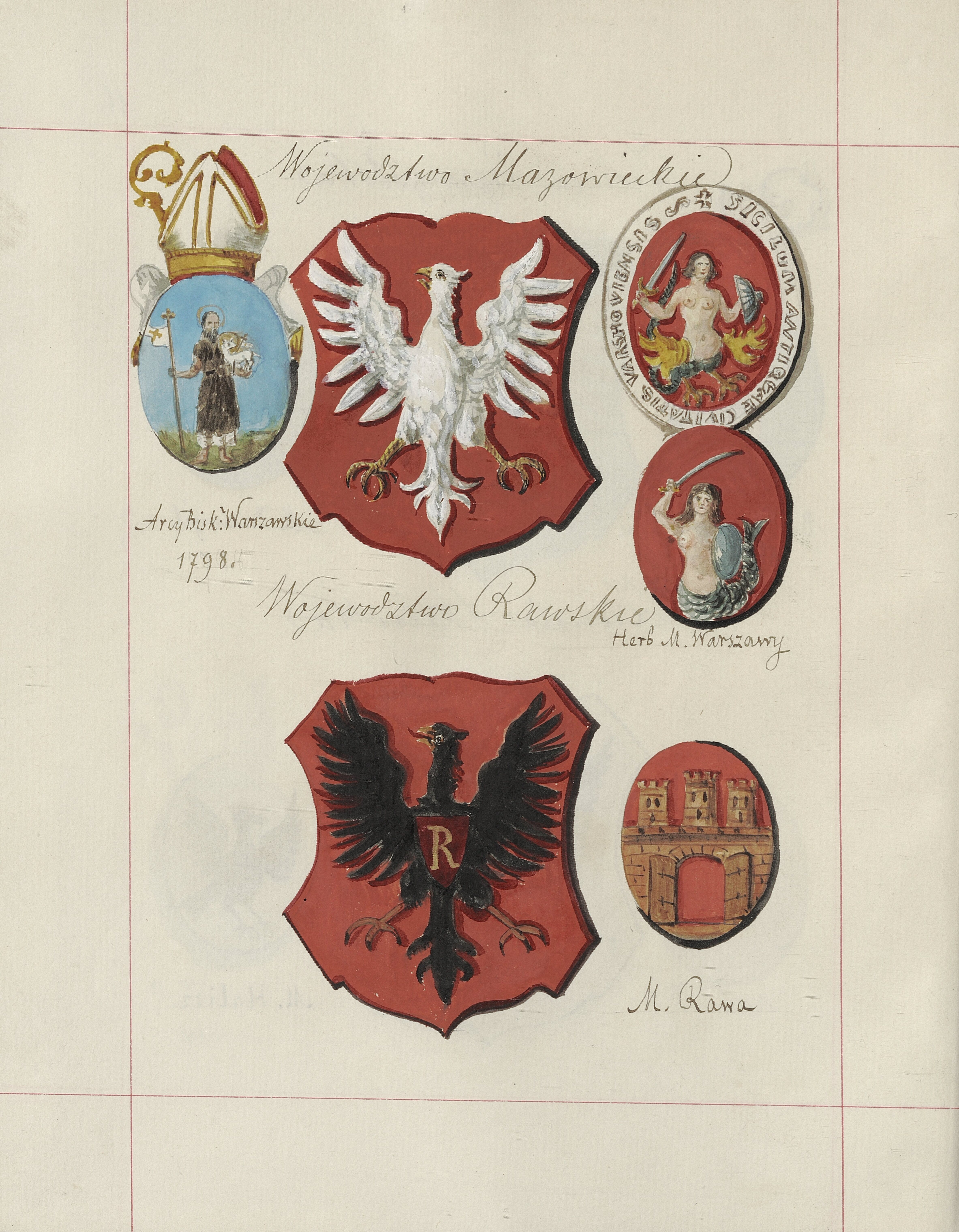
wizerunek herbu z herbarza Bolesława Starzyńskiego
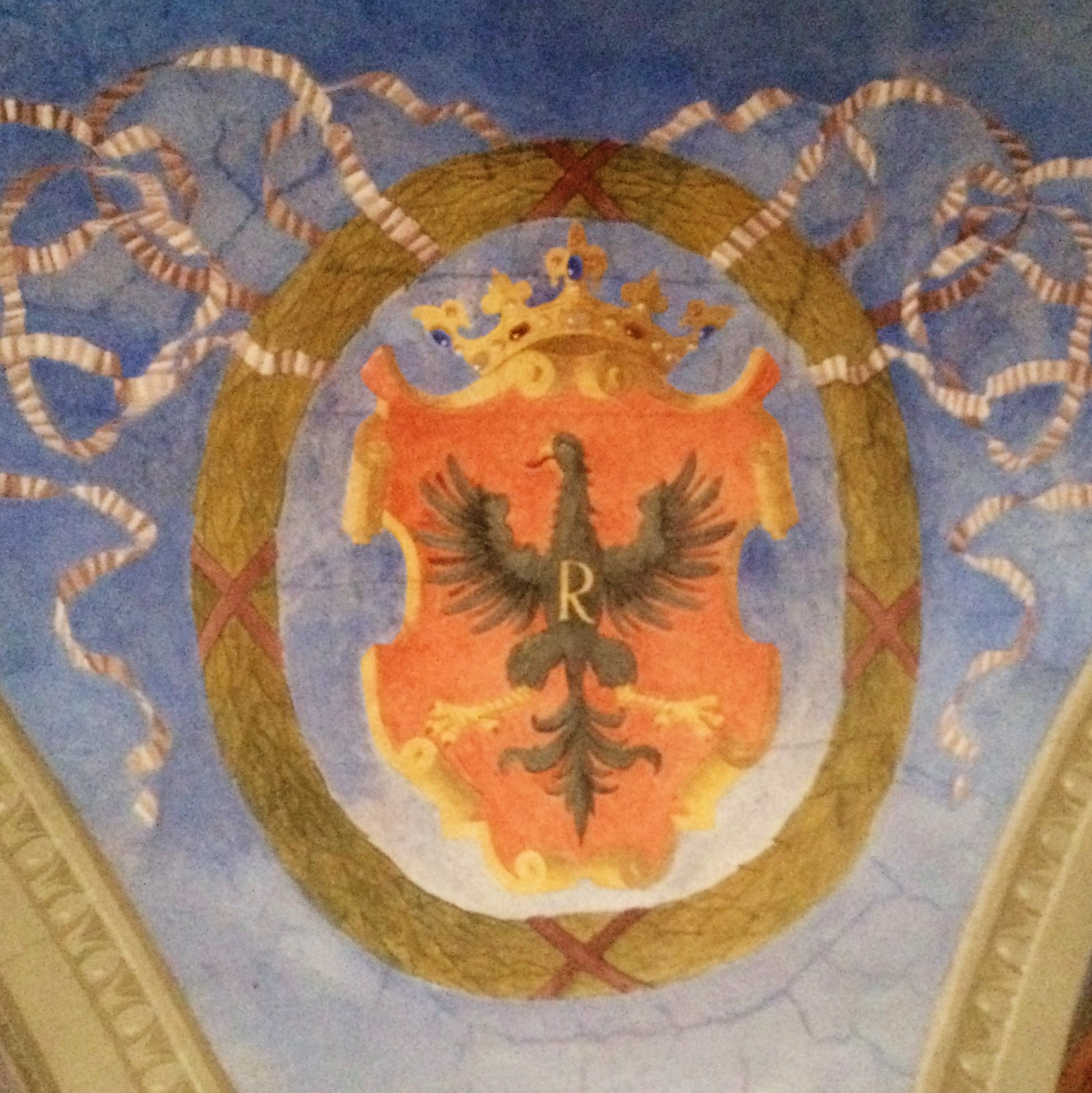
wizerunek herbu na fresku w Dawnej Izbie Poselskiej na Zamku Królewskim w Warszawie nawiązującego do pierwotnego wystroju sali

### Późniejsze użycie herbu województwa rawskiego
W późniejszym czasie dawny herb województwa wykorzystywano do tworzenia herbów nowych jednostek administracyjnych. W XIX wieku były to herby województwa i guberni mazowieckiej, a następnie guberni warszawskiej (do 1866 roku).

Herb województwa mazowieckiego z lat ok. 1816-1837
Herb guberni mazowieckiej z lat 1837–1844
Herb guberni warszawskiej z lat 1845–1866

Również współczesne herby nawiązują do herbu województwa rawskiego. Bezpośrednim odwołaniem jest herb powiatu rawskiego ustanowiony w 2003 roku. Wizerunek czarnego orła bez korony z literą R znajduje się również w herbie województwa łódzkiego, a także powiatu zgierskiego i gostynińskiego.

Herb województwa łódzkiego od 2002 roku
Herb powiatu rawskiego od 2003 roku
Herb powiatu zgierskiego od 2003 roku
Herb powiatu gostynińskiego od 2000 roku